# Stanisław Manczarski
Stanisław Manczarski (ur. 7 marca 1901 w Pszczonowie, zm. 16 listopada 1963 w Gdańsku) – polski lekarz, specjalista medycyny sądowej, wykładowca uniwersytecki, rektor Akademii Medycznej w Gdańsku (1956-1962)

## Życiorys
W 1926 uzyskał stopień doktora na Uniwersytecie Warszawskim. W latach 1926–1938 pracował na Zakładzie Medycyny Sądowej UW. W 1938 po habilitacji otrzymał tytuł docenta medycyny sądowej. Podczas powstania warszawskiego służył jako internista w szpitalu polowym w budynku Gimnazjum im. Cecylii Plater-Zyberkówny przy ulicy Piusa XI 24 (obecnie Piękna) oraz w szpitalu Zgrupowania „Chrobry II”) przy ulicy Mariańskiej 1. Po powstaniu przebywał w Stalagu IV B Zeithain i leczył w jego lazarecie (numer obozowy 299378).
Od 1946 pracował w Akademii Lekarskiej, w 1950 przemianowanej na Medyczną w Gdańsku. Zorganizował i kierował Katedrą Medycyny Sądowej. W latach 1948–1951 pełnił funkcję dziekana Wydziału Lekarskiego, zaś 1956-1962 - rektora. Był członkiem Międzynarodowej Akademii Medycyny Sądowej i Społecznej w Brukseli oraz Komisji Medycyny Sądowej przy Radzie Naukowej Ministerstwa Zdrowia. Należał do członków założycieli Polskiego Towarzystwa Medycyny Sądowej i Kryminalnej. Od 1949 do śmierci zasiadał w jego Zarządzie Głównym, pełnił także obowiązki sekretarza redakcji organu PTMSiK "Czasopisma Sądowo-Lekarskiego". Został pochowany na cmentarzu Srebrzysko w Gdańsku (rejon IX, kwatera profesorów, rząd 2).

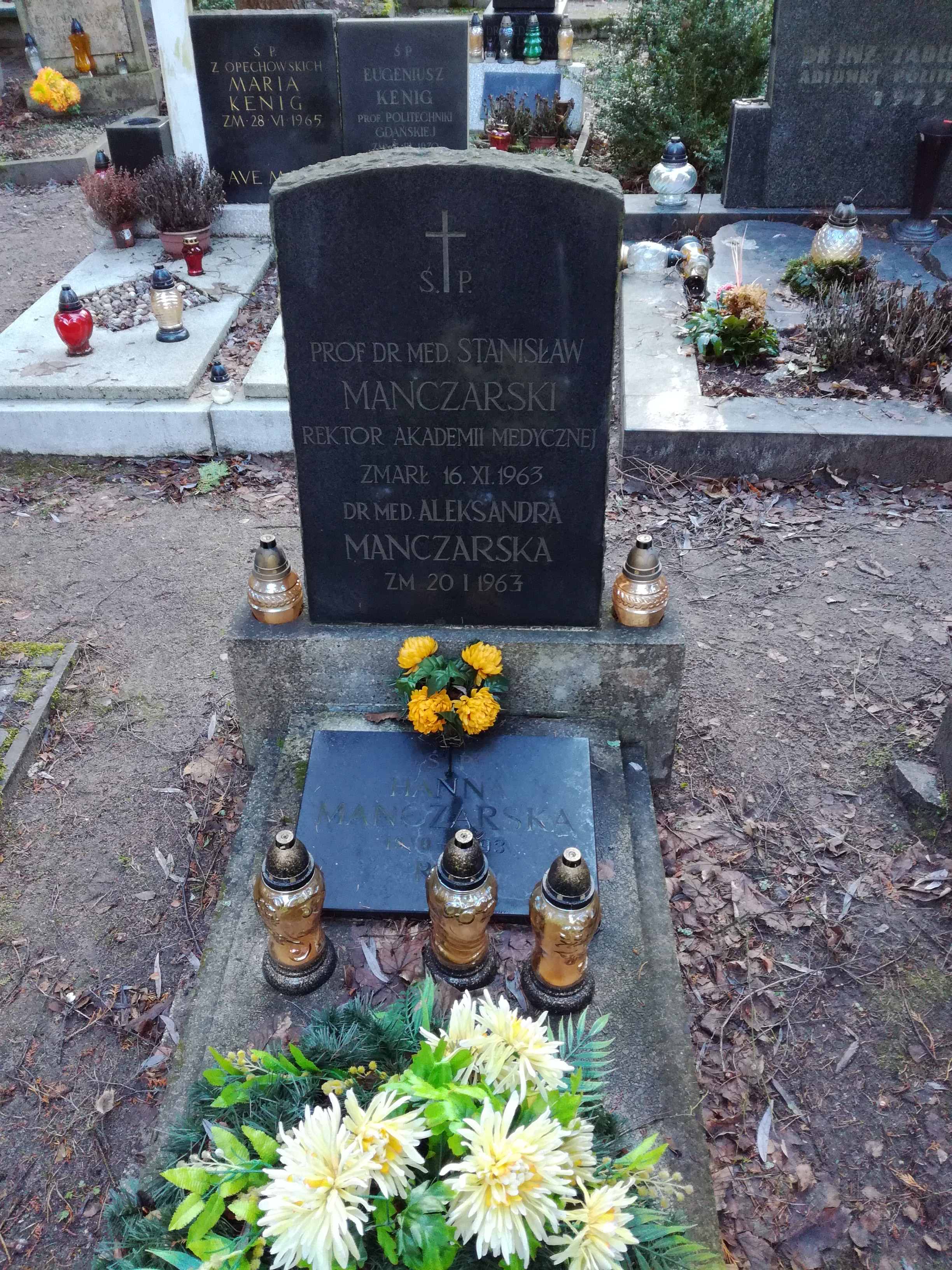
Grób prof. Stanisława Manczarskiego na Cmentarzu Srebrzysko

## Działalność naukowa
W latach międzywojennych zajmował się głównie konsekwencjami uszkodzeń postrzałowych, ran kłutych, tężca, uduszenia oraz problematyką samobójstw.  Po 1945 roku główne przedmioty jego zainteresowań to organizacja orzecznictwa sądowo-lekarskiego i ubezpieczeniowego, opracowywanie projektu nauczania medycyny sądowej w Polsce oraz analiza sądowo-lekarska przyczyn wypadków drogowych.

## Odznaczenia
- Medal 10-lecia Polski Ludowej (1955)[5]

## Ważniejsze publikacje
- Uszkodzenia postrzałowe – broń palna, amunicja, identyfikacja broni palnej, ocena sądowo-lekarska (Warszawa, Wojskowy Instytut Naukowo-Oświatowy, 1938)
- Medycyna sądowa w zarysie (Warszawa, Państwowy Zakład Wydawnictw Lekarskich, 1954)